# هیوند

نمایی از روستای هیوند شهرستان سیروان

هیوند، روستایی در دهستان لومار بخش مرکزی شهرستان سیروان در استان ایلام ایران است.
روستای هیوند شهرستان سیروان، از بازماندگان ایل حیوند در شیروان چرداول می‌باشند که جد بزرگ آنان غلامعلی داشت، غلامعلی بنا به یکسری اختلافات از ایل خود جدا شد. او ابتدا در دامنه کوه‌های سیوان و مِلَه گَوِن (امروزه طایفه حسن گاوداری در آن سکونت دارند) مأوا گرفت. پس از آن توانست صاحب املاک فراوان و زمین‌های مرغوبی در منطقه شیروان شود، غلامعلی دو پسر به نام‌های محمدکاظم و محمد قاسم داشت که این دو پسر بعد از فوت پدر به واسطه املاک گسترده‌ای که در منطقه داشتند در دره داربید (هیوند امروزی) سکونت یافتند و طایفه ای به نام ایل خود (حیوند) پایه‌گذاری کردند به طوری که جمعیت امروزی روستا از اولاد و اعقاب این دو پسر هستند(نسب مادری فرزندان غلامعلی به ایل ریزه وند می‌رسد).
جمعیت بسیار زیادی از روستا به تهران مهاجرت کرده‌اند، مردم این روستا از گذشته تاکنون به تجارت و بازرگانی اشتغال دارند. قبل از پیروزی انقلاب در شهرهای عراق، سوریه، کویت به تجارت مشغول بوده‌اند، پس از انقلاب نیز اغلب جمعیت روستا مهاجرت کرده و در اصناف مختلف بازار تهران حضور دارند، همچنین بخش قابل توجهی از جمعیت این روستا به کشورهای استرالیا، انگلیس، سوئد و آلمان مهاجرت کرده‌اند.
خانواده‌های کاظمی-کاظم‌نژاد-کاظمی زاد-عزیزی-عزیزان-عزیزیان-فرضی-فرخی-غلامی-پورکریم-بهرامی-حیوندی-شیروانی-قربانی-فتاحی-کریمی-شیری-نارنجی-حاتمی-باج-کاکایی-کلاه آبادی-کیانی فر- طهماسبی-عبدی نسب از این طایفه اند.

## جمعیت
بر پایه سرشماری عمومی نفوس و مسکن در سال ۱۳۹۵، جمعیت این روستا برابر با ۱۳۲ نفر (۳۶ خانوار) بوده است.